# Maider Etxebarria García
Maider Etxebarria García (Vitòria, 8 de juliol de 1976) és una política basca del Partit Socialista d'Euskadi - Euskadiko Ezkerra (PSE-EE), alcaldessa de Vitòria des de 2023.
Anteriorment, havia sigut directora de Turisme del Govern Basc des de 2016 al 2019, primera tinenta d'alcalde i regidora de Promoció Econòmica, Ocupació, Comerç i Turisme de l'Ajuntament de Vitòria entre 2019 i 2023 i líder el grup municipal del PSE-EE a Vitòria.

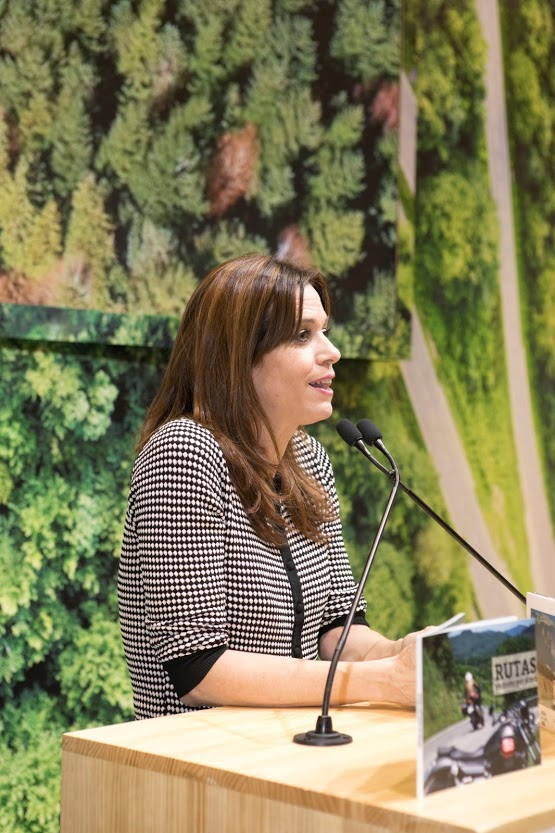
Etxebarria a la Fira Fitur de 2019

## Biografia
Maider Etxebarria va néixer a Vitòria el 8 de juliol de 1976.
Es va diplomar com a tècnic d'Empreses i Activitats Turístiques per la Universitat de Deusto (1999) i es va graduar en Filologia Alemanya per la Universitat del País Basc (2014). Va obtenir el Diplôme Supérieur d'Etudes Françaises Modernes de la Alliance Française. Es va titular com a guia oficial de Turisme i ha exercit la major part de la seva carrera professional en el sector privat, primer com a treballadora per compte d'altri i després com a empresària. Parla castellà, alemany, francès i anglès amb competències plenes, i basc i italià amb competències mitjanes.
Secretària executiva de Turisme del Partit Socialista d'Euskadi-Euskadiko Ezkerra, l'any 2016 es va incorporar al Govern Basc com a directora de Turisme i Hostaleria en la Conselleria de Turisme, Comerç i Consum encapçalada pel politòleg Alfredo Retortillo. Entre les seves tasques va estar el desenvolupament legislatiu i el control dels Habitatges d'Ús Turístic a Euskadi. Va regular aquesta figura aprovant el Decret 101/2018.

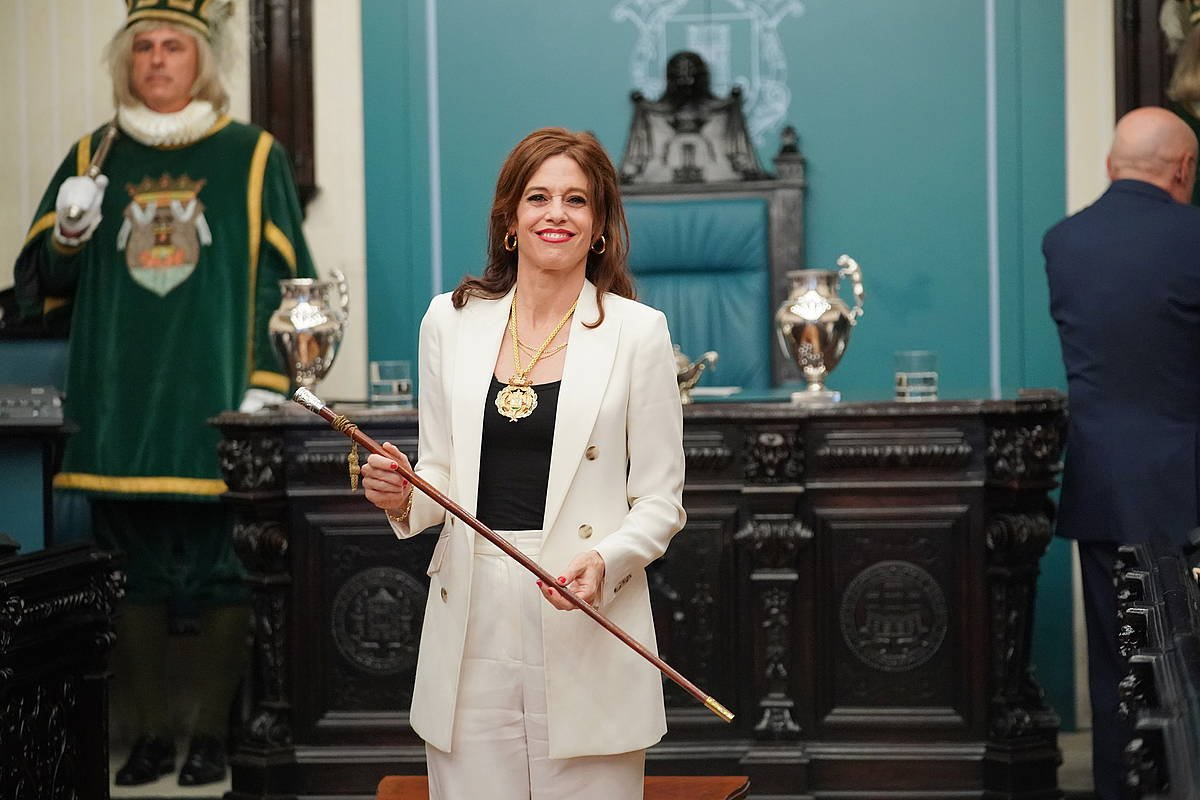
Etxebarria va ser elegida alcaldessa de Vitòria el 17 de juny de 2023.

A la fi del 2018 es va anunciar la seva proclamació com a candidata a l'alcaldia de Vitòria pel PSE-EE.
En les eleccions municipals de 2019, va liderar la candidatura del PSE-EE a Vitòria. Enfront de les enquestes, com el Sociòmetre del Govern Basc i EITB Focus, que pronosticaven un resultat discret per a la candidatura, la llista del PSE-EE va aconseguir la segona posició amb 25.524 vots, 11.211 vots més que en els anteriors comicis municipals, a dos punts percentuals de la llista del Partit Nacionalista Basc (PNB).
El 17 de juny de 2023 va ser elegida alcaldessa de Vitòria amb el suport del PNB i del Partit Popular, i es va convertir en la primera alcaldessa de la ciutat i en la primera alcaldessa d'una capital de província del País Basc en democràcia.